# 청주 방정
청주 방정(淸州 方井)은 충청북도 청주시 상당구 방서동에 있는 우물이다. 1990년 12월 14일 충청북도의 기념물 제84호로 지정되었다.

## 개요
청주 방서동에 있는 우물로, 우물이 있는 이 마을은 네모난 샘이 있는 곳이라 하여 '방정(方井)마을＇이라 불리게 되었다.
전하는 말에 의하면 이곳은 청주 한씨의 시조 한란(韓蘭)이 살았던 곳으로, 어느해 가뭄이 들어 농사를 지을 수가 없게 되자, 한란이 3일 동안 기도를 드리다 쓰러져 의식을 잃었는데 꿈속에 북쪽 장수가 나타나 창끝으로 땅을 찌르자 맑은 물이 콸콸 나왔다. 너무 기뻐 소리를 지르다 깨어나 꿈속에서 보았던 곳을 파니 과연 많은 양의 물이 쏟아져 나왔다. 그 뒤 문중 사람들과 함께 네모꼴로 큰 웅덩이를 파서 우물을 만들었는데, 이후부터는 큰 가뭄이 들어도 물이 마르거나 죽지 않았다. 또한 고려 태조 왕건이 견훤을 토벌하고 이곳을 지나다 수십만군이 이 물을 먹었는데도 부족하지 않았다고 한다.
우물을 만든 정확한 연도는 알 수 없고, 1988년 우물보호를 위해 뚜껑과 담장을 새로 정비하였다.

## 참고 문헌
- 청주 방정 - 국가유산청 국가유산포털